# Referéndum constitucional de Siria de 1961
El referéndum constitucional de Siria de 1961 (árabe: استفتاء على دستور السوري) fue realizado en ese país el 1 de diciembre de 1961. Los votantes tuvieron la opción de presentar una papeleta verde marcada "Estoy en favor de la constitución temporal" o una roja marcada "Estoy en contra de la constitución temporal" Sin embargo, la votación no era secreto, y los votos se hicieron en presencia de un funcionario. La constitución provisional fue aprobada por el 97,1% de los votantes.

## Resultados
| Opción               | Votos    | %     |
| -------------------- | -------- | ----- |
| Voto «A favor»       | 699.880  | 97,1% |
| Voto «En contra»     | 18,706   | 2.9%  |
| Total votos emitidos | 73 9.898 | 100%  |